# Microgramma ulei
Microgramma ulei är en stensöteväxtart som först beskrevs av Georg Hans Emmo Wolfgang Hieronymus, och fick sitt nu gällande namn av Robert G. Stolze. Microgramma ulei ingår i släktet Microgramma och familjen Polypodiaceae. Inga underarter finns listade.